# ナショナル・ボード・オブ・レビュー賞 (2015年)
87th NBR Awards

作品賞: 
『マッドマックス 怒りのデス・ロード』
第87回ナショナル・ボード・オブ・レビュー賞は2015年の映画を対象とした賞であり、2015年12月1日に受賞者が発表された。

## 受賞一覧

### 作品賞
- 『マッドマックス 怒りのデス・ロード』（ジョージ・ミラー監督）

### 作品賞トップ10
※原題のアルファベット順
- 『ブリッジ・オブ・スパイ』
- 『クリード チャンプを継ぐ男』
- 『ヘイトフル・エイト』
- 『インサイド・ヘッド』
- 『オデッセイ』
- 『ルーム』
- 『ボーダーライン』
- 『スポットライト 世紀のスクープ』
- 『ストレイト・アウタ・コンプトン』

### 監督賞
- リドリー・スコット - 『オデッセイ』

### 主演男優賞
- マット・デイモン - 『オデッセイ』

### 主演女優賞
- ブリー・ラーソン - 『ルーム』

### 助演男優賞
- シルヴェスター・スタローン - 『クリード チャンプを継ぐ男』

### 助演女優賞
- ジェニファー・ジェイソン・リー - 『ヘイトフル・エイト』

### アンサンブル演技賞
- 『マネー・ショート 華麗なる大逆転』

### ブレイクスルー演技賞
- エイブラハム・アター（英語版） - 『ビースト・オブ・ノー・ネーション』
- ジェイコブ・トレンブレイ - 『ルーム』

### 新人監督賞
- ジョナス・カルピニャーノ - 『地中海』（英語版）

### 脚本賞
- クエンティン・タランティーノ - 『ヘイトフル・エイト』

### 脚色賞
- ドリュー・ゴダード - 『オデッセイ』

### インディペンデント映画トップ10
※原題のアルファベット順
- 『ベルファスト71』
- 『さざなみ』
- 『COP CAR/コップ・カー』
- 『エクス・マキナ』
- 『愛しのグランマ』
- 『イット・フォローズ』
- 『James White』
- 『ワイルド・ギャンブル』
- 『Welcome to Me』
- 『ヤング・アダルト・ニューヨーク』

### アニメーション映画賞
- 『インサイド・ヘッド』（ピート・ドクター監督）

### 外国語映画賞
- 『サウルの息子』（ネメシュ・ラースロー監督） ハンガリー

### 外国語映画トップ5
※英題のアルファベット順
- 『グッドナイト・マミー』 オーストリア
- 『地中海』 フランス
- 『あの日のように抱きしめて』 ドイツ
- 『セカンドマザー（英語版）』 ブラジル
- 『ザ・トライブ』 ウクライナ

### ドキュメンタリー映画賞
- 『AMY エイミー』（アシフ・カパディア（英語版）監督）

### ドキュメンタリー映画トップ5
※原題のアルファベット順
- 『Best of Enemies』
- 『The Black Panthers: Vanguard of the Revolution』
- 『The Diplomat』
- 『マーロン・ブランドの肉声（英語版）』
- 『ルック・オブ・サイレンス（英語版）』

### スポットライト賞
- 『ボーダーライン』が作り上げた映像に対して

### 表現の自由賞
- 『ビースト・オブ・ノー・ネーション』
- 『裸足の季節』

### ウィリアム・K・エヴァーソン映画史賞
- セシリア・デミル・プレスリー